# Grallatotermes
Grallatotermes es un género de termitas  perteneciente a la familia Termitidae que tiene las siguientes especies:

## Especies
1. Grallatotermes admirabilus
2. Grallatotermes africanus
3. Grallatotermes grallator
4. Grallatotermes grallatoriformis
5. Grallatotermes niger
6. Grallatotermes splendidus
7. Grallatotermes weyeri